# Тенеси Тайтънс
Тенеси Тайтънс (на английски: Tennessee Titans) е отбор по американски футбол, базиран в Нашвил, Тенеси. Състезава се в Южната дивизия на Американската футболна конференция на Националната футболна лига.
„Тайтънс“ е създаден през 1960 г. в Хюстън, като част от Американската футболна лига (АФЛ) и първоначално се нарича Хюстън Ойлърс. Печели титлата на АФЛ през първите два сезона от съществуването ѝ – 1960 и 1961. Присъединява се към Националната футболна лига през 1970 при сливането на АФЛ и НФЛ.
Отборът се премества в Тенеси през 1997 г. Първоначално играе срещите си в Мемфис, а през 1998 г. се премества в Нашвил.

## Факти
Основан: през 1960; присъединява се към Националната футболна лига през 1970 година при сливането на двете главни професионални футболни лиги по времето – Националната футболна лига (НФЛ) и Американската Футболна Лига (АФЛ).
Основни „врагове“: Индианаполис Колтс, Балтимор Рейвънс, Питсбърг Стийлърс, Хюстън Тексънс
Носители на Супербоул: (0)
Шампиони на Американската Футболна Лига (АФЛ): (2)
- 1960, 1961

Шампиони на конференцията: (1)
- АФК: 1999

Шампиони на дивизията: (9)
- АФЛ Изток:1960, 1961, 1962, 1967
- АФК Център: 1991, 1993, 2000
- АФК Юг: 2002, 2008

Участия в плейофи: (21)
- АФЛ: 1960, 1961, 1962, 1967, 1969
- НФЛ: 1978, 1979, 1980, 1987, 1988, 1989, 1990, 1991, 1992, 1993, 1999, 2000, 2002, 2003, 2007, 2008